# محوطه شماره ۹ حوزه رودخانه بمپور
محوطه شماره ۹ حوزه رودخانه بمپور مربوط به دوره ساسانیان است و در شهرستان ایرانشهر، بخش بمپور، دهستان بمپور غربی، ۱ کیلومتری جنوب شرقی روستای میرآباد واقع شده و این اثر در تاریخ ۲۲ آبان ۱۳۸۶ با شمارهٔ ثبت ۱۹۹۵۵ به‌عنوان یکی از آثار ملی ایران به ثبت رسیده است.